# Oldenlandia johnstonii
Oldenlandia johnstonii är en måreväxtart som först beskrevs av Daniel Oliver, och fick sitt nu gällande namn av Karl Moritz Schumann och Adolf Engler. Oldenlandia johnstonii ingår i släktet Oldenlandia och familjen måreväxter. Inga underarter finns listade i Catalogue of Life.